# Resistencia italiana

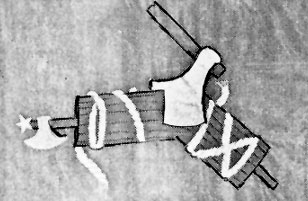
Bandera de los Arditi del Popolo. Este grupo formó parte de la Resistencia italiana. Su símbolo era el hacha que corta los fasces (símbolo, a su vez, del fascismo).

Grupo de partisanas

La Resistencia italiana o Resistencia partisana (en italiano, Resistenza italiana o partigiana) fue un movimiento armado de oposición al fascismo y a las tropas de ocupación nazis instaladas en Italia durante la Segunda Guerra Mundial. La Resistencia desarrolló una guerra de guerrillas tras el Armisticio de Cassibile (8 de septiembre de 1943, cuando Italia fue invadida por la Alemania Nazi) y finalizó en abril de 1945 con la rendición de las tropas alemanas. Se calcula que más de 300 000 personas participaron en la lucha armada de la Resistencia (de las cuales, unas 35.000 fueron mujeres). Sus miembros tenían una procedencia social e ideológica muy diversa: la Resistencia se nutrió de las fuerzas armadas del Reino del Sur, de voluntarios, de miembros de los partidos políticos (democristianos, comunistas, liberales, socialistas), miembros del Partito d'Azione, del Partido Popular Italiano, monárquicos, anarquistas, etc. Se opusieron política y militarmente a la ocupación nazi y a la República Social Italiana (RSI) fundada por Benito Mussolini.
Los partidos más importantes de la Resistencia constituyeron el Comité de Liberación Nacional (CLN). La lucha armada se dio por terminada el 25 de abril de 1945, cuando el Comité de Liberación Nacional de la Alta Italia (CLNAI) consiguió el control de casi todas las ciudades del norte del país, último territorio todavía en poder de las tropas nazis en su retirada hacia Alemania. La rendición incondicional del ejército alemán tuvo lugar el 29 de abril de 1945, aunque en alguna ciudad como Génova ya habían depuesto sus armas ante los partisanos días antes. Esto marcó el final de la Resistencia. El Comité de Liberación Nacional se hizo cargo de los primeros gobiernos de la posguerra: se produjeron entonces grandes divergencias sobre la configuración del nuevo Estado italiano; por una parte, los partidos de izquierdas se negaban a regresar al viejo Estado liberal prefascista y (con el apoyo del Partito d'Azione) defendieron que la Resistencia tuviera un papel decisivo en la construcción de la nueva democracia y que esta rompiera con la monarquía. Por el contrario, el resto de fuerzas (sobre todo los democristianos, los liberales y los militares que no reconocían la RSI) abogaban por el mantenimiento del régimen monárquico. La Asamblea Constituyente elegida en 1946 estuvo compuesta en su mayor parte por miembros del CLN, que fueron los que redactaron la Constitución de la República Italiana, inspirada en los principios de democracia y antifascismo característicos de la Resistencia.

Si queréis ir en peregrinación al lugar donde nació vuestra Constitución, id a las montañas donde cayeron los partisanos, a las cárceles donde fueron presos, a los campos donde les ahorcaron. Allá donde ha muerto un italiano para recuperar la libertad y la dignidad, id, oh jóvenes, con el pensamiento, porque allí nació nuestra Constitución.
Piero Calamandrei

## Uso amplio del término «Resistencia». Precedentes

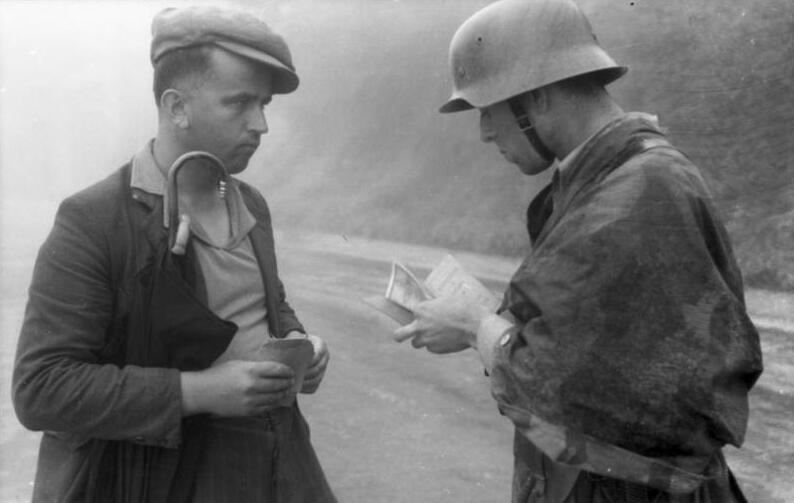
Control de documentos por un soldado alemán en Italia (1944).

Algunos autores no solo emplean el nombre de Resistencia para caracterizar al periodo que va desde la invasión nazi de Italia hasta la rendición final del ejército alemán, sino que caracterizan con él a toda forma de oposición a la dictadura de Benito Mussolini. Hubo movimientos antifascistas, incluso armados, desde los años veinte, alentados en particular por las fuerzas de izquierdas (socialistas, comunistas, anarquistas, sindicalistas).
El secuestro y asesinato en 1924 del socialista Giacomo Matteotti, polémico diputado que se había enfrentado duramente al Partido Nacional Fascista, fueron atribuidos (sin que nunca se haya llegado a demostrar) a la orden de Mussolini. Italia se encaminaba hacia la dictadura fascista, encabezada por el propio Mussolini: el control político y policial era cada vez mayor, así como el acoso a los opositores, que a menudo eran encarcelados y confinados en lugares remotos. En estos momentos la oposición empezó a organizarse en la clandestinidad, tanto en Italia como en el extranjero, creando una rudimentaria red de enlaces y echando las bases de una estructura operativa que potencialmente podía armarse y practicar la lucha violenta.
Las actividades clandestinas, sin embargo, no produjeron resultados relevantes: la oposición estaba muy fragmentada en grupúsculos descoordinados, incapaces de atacar y ni siquiera amenazar al régimen (salvo algunos atentados de los anarquistas). La actividad de estos grupos opositores se limitaba a la propaganda ideológica: se produjeron muchos escritos antifascistas, pero raramente llegaban a las masas. La estructura clandestina más sólida era la de los comunistas.

## La Guerra Partisana en Italia
Solo la guerra, y sobre todo el colapso del Estado tras el verano de 1943, propició que estos grupos clandestinos entraran en contacto para colaborar entre ellos y con las tropas británico-norteamericanas. Estas últimas fueron conscientes del valor de las guerrillas y las proveyeron de armamento e incluso las socorrieron en aspectos logísticos.

### El Comité de Liberación Nacional (CLN)

Bandera del CLN

El movimiento partisano se organizó primero en bandas autónomas pero después se creó un Comité de Liberación Nacional (CLN) para su dirección y coordinación. Este Comité, a su vez, se dividió en el CLNAI (Comité de Liberación Nacional Alta Italia) con sede en el Milán ocupado y el CLNC (Comité de Liberación Nacional Central). El CLNAI estuvo presidido entre 1943 y 1945 por Alfredo Pizzoni y coordinó la lucha armada en la Italia ocupada: esta lucha se llevó a cabo con brigadas y divisiones de partisanos, entre las que estaban las Brigadas Garibaldi (constituidas a iniciativa del Partido Comunista), las Brigadas Matteotti (vinculadas al Partido Socialista), las Brigadas Giustizia e Libertà (del Partito d'Azione), las Brigadas Autónomas (compuestas principalmente por exmilitares y sin clara afiliación política, aunque a menudo simpatizaban con la monarquía y con ideas imperialistas -como los llamados badogliani-; en otras ocasiones se mostraron expresamente apartidistas -fue el caso del XI Zona Patrioti del comandante Manrico Ducceschi, «Pippo»-).
En el periodo que media entre la llamada Proclama de Badoglio (8 de septiembre de 1943, en la que el presidente del consejo de ministros anunciaba un armisticio firmado con las tropas aliadas) hasta la capitulación de las tropas alemanas en Italia (abril de 1945) el país vivió una verdadera guerra civil. La Resistencia justificaba sus acciones como propias de una guerra patriótica de liberación del poder extranjero, pero de hecho implicaban desencadenar una guerra civil contra los fascistas italianos y los que apoyaban la República Social de Mussolini.

Escudo de la República Social Italiana, Estado presidido por Benito Mussolini, contra el que combatieron los partisanos.

Los partisanos fueron especialmente abundantes en las zonas montañosas del centro y el norte del país. En febrero de 1944 se proclamó un bando en el que se establecía la pena de muerte para los que se opusieran a la leva y para los desertores. En abril de 1944 ese año otro decreto extendía la pena de muerte a todo aquel que diera apoyo o refugio a las brigadas partisanas. Pese a todo, muchos jóvenes preferían unirse a la guerrilla antes que aceptar el reclutamiento forzoso de la RSI.
En la lucha partisana de Italia participaron también algunos grupos de desertores alemanes, cuyo número es difícil de establecer, puesto que, para evitar represalias a sus familiares en Alemania, utilizaron nombres falsos (por intereses de imagen de los nazis, a menudo estos soldados estaban considerados oficialmente como dispersos o desaparecidos y no como desertores). El caso más famoso de adhesión a la lucha partisana fue la del capitán Rudolf Jacobs. En la Italia centro-meridional, donde había zonas liberadas que habían quedado bajo el gobierno del rey Víctor Manuel III (aunque, de hecho, eran los Aliados quienes las administraban) se reunieron los principales dirigentes políticos que desde allí coordinaban las acciones militares partisanas, a veces cooperando con el ejército aliado (por ejemplo, en la acción de empuje de las tropas alemanas hacia la línea Gustav).
El norte de Italia, todavía bajo poder nazi y fascista, con violentas tensiones sociales y huelgas obreras (que, ya en la primavera de 1944, habían paralizado las mayores ciudades industriales, como Milán, Turín, Génova), se preparó para pasar el invierno más difícil de la guerra, el de 1945. Los partisanos combatieron en las montañas de la Valsesia, en las colinas de las Langhe y en los Apeninos ligures.

### Grupos de Acción Patriótica (GAP), Escuadras de Acción Patriótica (SAP) y Cuerpo Italiano de Liberación (CIL)
En las ciudades comenzaron a constituirse núcleos partisanos clandestinos denominados Gruppi di azione patriottica (Grupos de acción patriótica, GAP), cada uno de ellos formado por pocas personas que se dedicaban a acciones de sabotaje, guerrilleras y de propaganda política. Junto a ellos, surgieron en el seno de las fábricas las Squadre di azione patriottica (Escuadras de acción patriótica, SAP).
Se intentó hacer una militarización «oficial» de los partisanos reconocida tanto por los mandos militares aliados como por el gobierno de Víctor Manuel III: fue el llamado Corpo volontari della libertà o Corpo italiano di liberazione (CIL), fundado en Milán el 9 de junio de 1944. A la cabeza de los cerca de 200.000 combatientes de este verdadero ejército de partisanos estaba el general Raffaele Cadorna Jr, con vicecomandantes del Partido Comunista (Luigi Longo) y del Partito d'Azione (Ferruccio Parri).

### De la insurrección general (1945) a la liberación
El 19 de abril de 1945, mientras los aliados avanzaban por el valle del Po, los partisanos bajo las órdenes del CLN iniciaron la insurrección general: bajaron de las montañas y confluyeron hacia los centros urbanos del norte de Italia, ocupando fábricas, prefecturas y cuarteles. Las formaciones fascistas huyeron y las tropas alemanas se batieron en retirada.
Muchas grandes ciudades (entre ellas, Turín, Génova y Bolonia) fueron liberadas antes de la llegada de las tropas aliadas. En muchos casos, hubo combates calle por calle: los restos del ejército alemán y algunos fascistas partidarios de la RSI disparaban refugiados en edificios, azoteas o campanarios contra civiles y partisanos. En algún caso, hubo verdaderas batallas para dominar la ciudad (fue el caso de Florencia en septiembre de 1944), pero generalmente los partisanos pudieron reducir con facilidad a estos combatientes dispersos (así sucedió en Parma y en Piacenza).

#### Cronología de la liberación

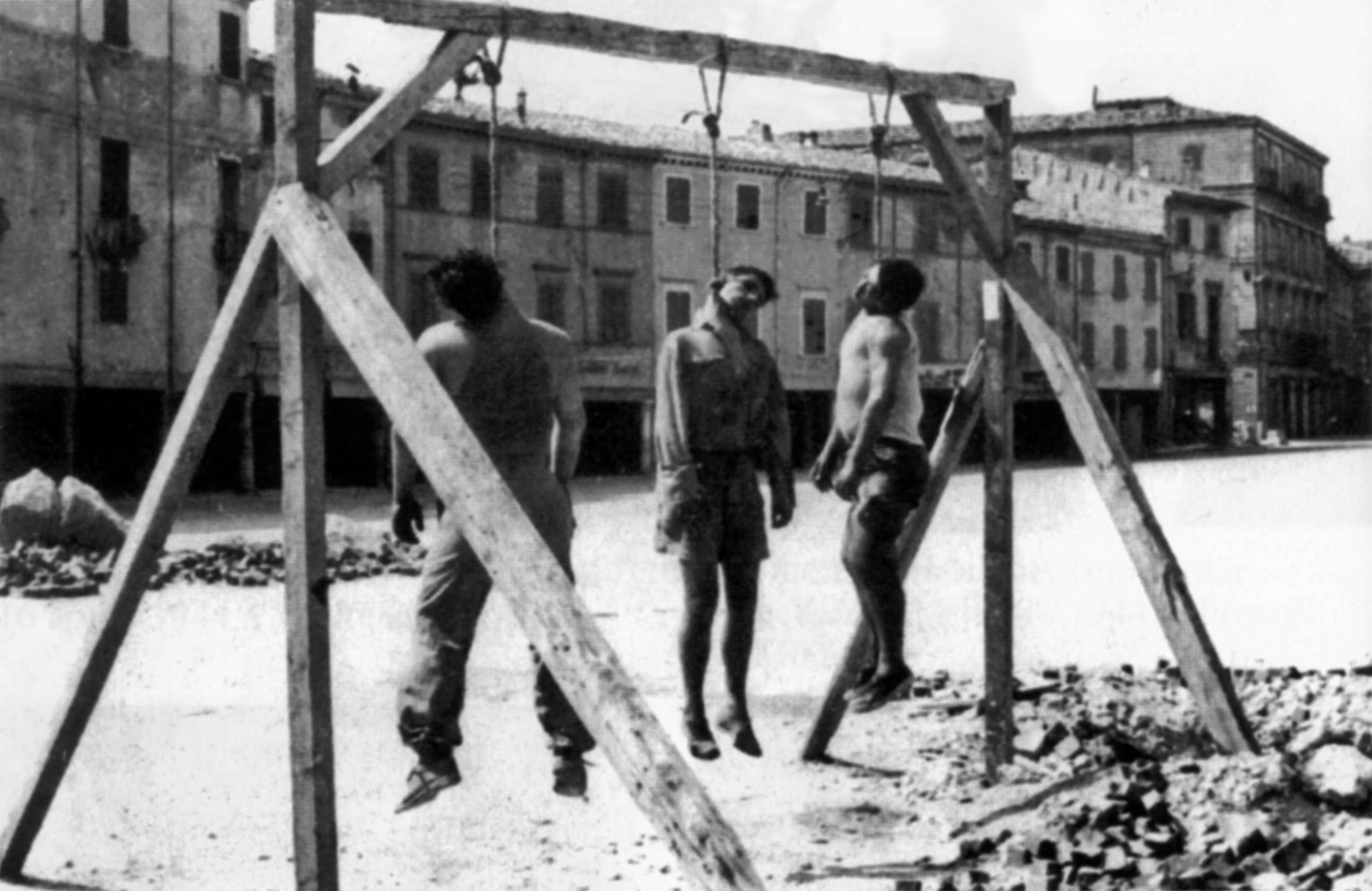
Cadáveres de los llamados «Tres mártires», los partisanos Mario Capelli, Luigi Nicolò y Adelio Pagliarani, ejecutados el 16 de agosto de 1944 en Rímini por los nazifascistas.

- 27 de abril de 1945: el Duce (disfrazado con uniforme de soldado alemán) fue capturado en Dongo, cerca de la frontera con Suiza, cuando trataba de huir de Italia junto con su amante Clara Petacci. Fue reconocido por los partisanos, hecho prisionero y ajusticiado al día siguiente (28 de abril) en Giulino di Mezzegra, junto al lago de Como; su cadáver fue expuesto, colgado cabeza abajo, junto al de Petacci y a los de varios jerarcas fascistas en el Piazzale Loreto de Milán. En aquel mismo lugar, ocho meses antes, los nazifascistas habían colgado los cuerpos de quince partisanos muertos.

- 29 de abril: con la rendición incondicional del ejército alemán, la Resistencia llega formalmente a su fin y los partisanos asumen plenamente el poder civil y militar.

- 30 de abril: el Comité de Liberación Nacional Alta Italia declaró:

el fusilamiento de Mussolini y sus cómplices es la conclusión necesaria de una fase histórica que deja nuestro país todavía cubierto de ruinas materiales y morales.

- 2 de mayo: el general británico Alexander ordenó la desmovilización efectiva de las fuerzas partisanas, con la entrega de armas. La orden fue cumplida en general. Parte de las fuerzas partisanas quedaron como policía auxiliar del ejérctio aliado en las zonas liberadas.

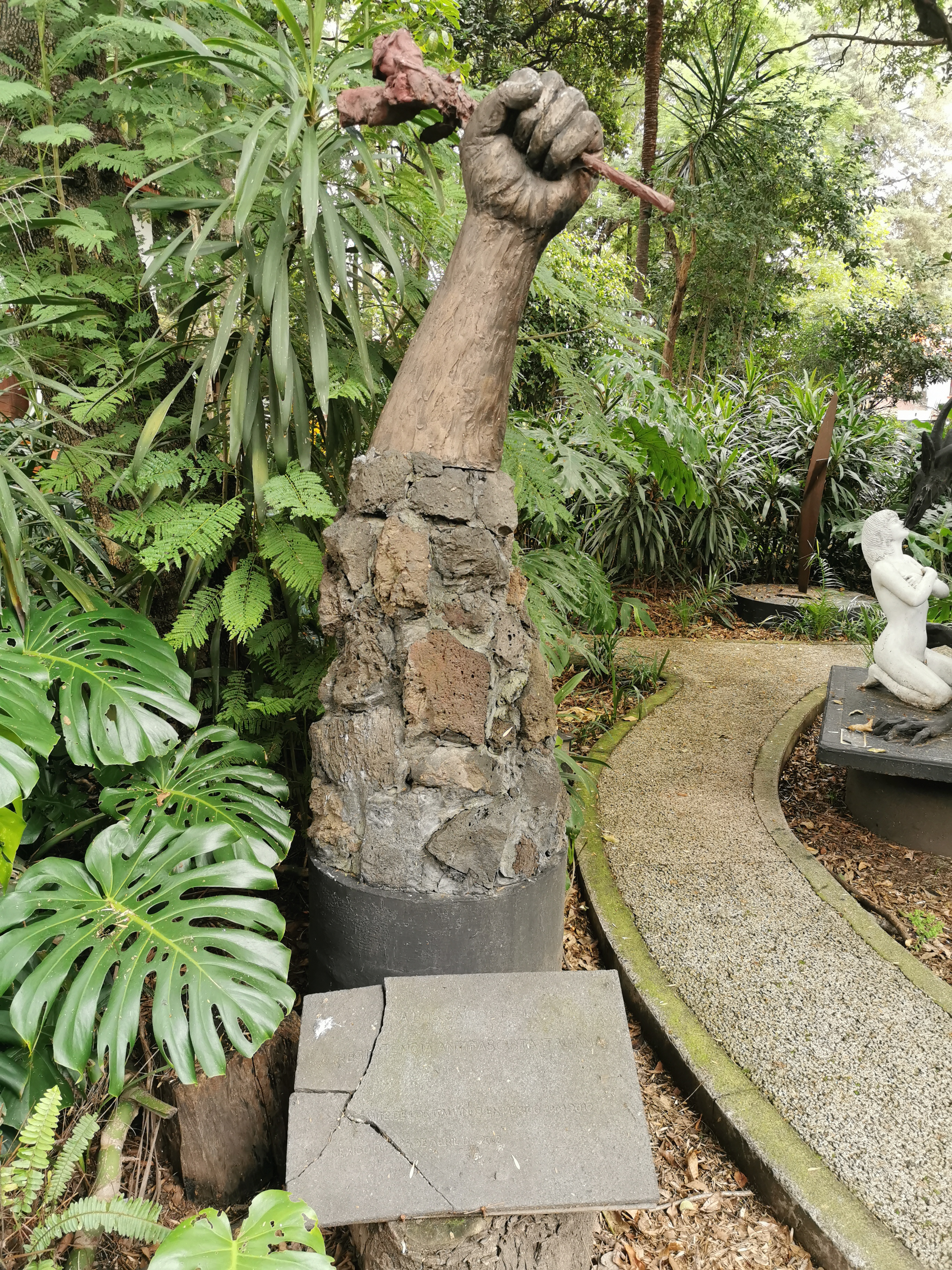
Monumento a la Resistencia antifascista italiana en la Ciudad de México, México.

## La Resistencia en cifras
El número exacto de partisanos que participaron en la lucha armada es difícil de determinar. En general, se estima que a principios del otoño de 1943 eran unos pocos millares y que al final de la guerra la cifra se elevaba a 300.000 personas. Algunos estudiosos rebajan drásticamente esta última cifra: no todos serían verdaderos combatientes, sino simpatizantes que habían dado apoyo y refugio a los guerrilleros.

## Procesos judiciales y protección a los nazis y fascistas en la posguerra
Los juicios por las matanzas a partisanos y civiles cometidos por los fascistas de la República Social Italiana y por los alemanes (tanto de la Wehrmacht como de las SS) nunca se resolvieron, en parte a causa de tres amnistías sucesivas:
- La Amnistía Togliatti (22 de junio de 1946).[2] Abarcaba los delitos comunes y políticos, incluidos los de colaboracionismo con el enemigo y la cooperación en homicidios, delitos que entonces se penaban con un máximo de cinco años de prisión. Afectaba a los delitos cometidos en el sur tras el 8 de septiembre de 1943 y el inicio de la ocupación militar aliada en el centro y el norte.

- Amnistía del gobierno Pella (18 de septiembre de 1953). Aprobada por el gobierno presidido por Giuseppe Pella a propuesta del ministro de Gracia y Justicia Antonio Azara. Se concedía el indulto y la amnistía para todos los delitos políticos cometidos antes del 18 de junio de 1948.[3]

- Amnistía del 4 de junio de 1966.[4]

La Alemania Occidental era, desde 1952, aliada de Italia en la OTAN, por lo que no resultaba políticamente oportuno remover episodios incómodos que habrían supuesto procesar a ciudadanos de países extranjeros. Por otra parte, algunos italianos que colaboraron con la República Social Italiana se habían integrado después de la guerra en el ejército italiano o en la administración pública. Por estas razones, todas los expedientes secretos sobre los crímenes nazifascistas en Italia fueron «archivados provisionalmente» por el procurador general militar, con lo que se consiguió la impunidad de los responsables que todavía vivían. Solo en 1994, durante la investigación de Erich Priebke para el caso de la masacre de las Fosas Ardeatinas se descubrieron los expedientes archivados en lo que los medios de comunicación llamaron el Armario de la Vergüenza. Se reabrió judicialmente alguno de los casos (como el de Theodor Saevecke por la matanza del Piazzale Loreto de Milán, donde fueron fusilados quince partisanos y antifascistas). La mayor parte de las investigaciones y de las denuncias contenidas en los expedientes no pudieron terminar en juicio, bien porque sus responsables ya habían muerto o por la prescripción de los delitos.

## La transición entre el final de la guerra y la elección del nuevo parlamento
Según avanzaba la liberación de Italia del poder alemán, el territorio quedó bajo el gobierno del Comité de Liberación Nacional. Los presidentes de este periodo de transición fueron Ivanoe Bonomi (del 18 de junio de 1944 hasta el 26 de abril de 1945) y Ferruccio Parri (del 21 de junio de 1945 hasta el 4 de diciembre de 1945). Estos gobiernos tuvieron el control del aparato civil y militar del Estado.

## Ejecuciones tras la guerra y tensiones internas en la Resistencia
Se había acumulado mucha rabia en los ánimos. Era imposible que no explotase después del 25 de abril. La Violencia genera violencia. Los delitos que han golpeado a los fascistas tras la Liberación, también en los casos en los que fueron actos de justicia sumaria, no son justificables, pero son -en cualquier caso- explicables por todo lo que sucedió antes y por el clima incendiario de la época. Los fascistas no tienen derecho para considerarse víctimas.
Ermanno Gorrieri.

No se tienen cifras exactas de las víctimas fascistas que fueron ejecutadas por la resistencia. Se crearon órganos de investigación y tribunales específicos para juzgar a los fascistas responsables de abusos durante los años de la guerra. Estos tribunales excepcionales estaban bajo la presidencia de un juez al que se denominaba presidente del tribunal de apelación (Oscar Luigi Scalfaro fue uno de ellos). Estos tribunales actuaron con rapidez y severidad y dictaron numerosas condenas a muerte (que se ejecutaron) y prolongadas penas de reclusión.
Una dificultad importante con la que se enfrentaron los primeros gobiernos de posguerra fue la negativa de algunos partisanos comunistas y socialistas a desmovilizarse y dejar las armas en algunas zonas del Norte de Italia. Estos guerrilleros ejercían el poder local en muchas zonas rurales de forma autónoma, sin depender del gobierno central y a menudo en abierta oposición a las directivas emanadas del Comité de Liberación Nacional. A veces usaron su poder para cometer ejecuciones y matanzas contra otros miembros de la resistencia que eran de filiación de derecha (esta situación perduró hasta la liberación definitiva de todo el país y el final de la guerra en 1945).[cita requerida][cita requerida] Numerosos partisanos fueron procesados por estas razones, lo que dio lugar a una polémica, pues ciertos grupos de izquierda consideraban que este trato contrastaba con la impunidad concedida a varios funcionarios exfascistas que habían cometido delitos similares o más graves.
Las venganzas afectaron principalmente a quienes se consideraba responsables de las masacres del periodo en el que las escuadras fascistas actuaban con impunidad, a los fascistas que habían apoyado la entrada de Italia en la guerra, a quienes habían participado en las deportaciones de italianos a Alemania (cerca de 650.000 militares y 40.000 civiles, entre ellos 7.000 judíos) y a los torturadores de la República Social Italiana, aunque también hubo simples venganzas arbitrarias.
Las razones de estos comportamientos son múltiples. En algunos casos los partisanos temieron que el nuevo Estado italiano no realizara un castigo eficaz o que mostrara indulgencia con los jerarcas fascistas y por ello aplicaron su justicia inmediata en las ocasiones que fuera posible. Suele indicarse que en Italia se hizo una desfascistación muy blanda en la administración pública: la necesidad política de una pacificación nacional y la urgencia de contar con burócratas técnicos (que mayormente habían servido al fascismo) hizo que el ministro comunista Palmiro Togliatti se apresurara a proclamar una amnistía casi general en 1946.
Casos famosos fueron los del fascista y torturador Gaetano Collotti (jefe de la temida «banda Collotti» activa en el noroeste del país), premiado tras la guerra con una distinción militar, o del militar y aristócrata Junio Valerio Borghese, comandante de un cuerpo militar independiente (aunque nominalmente adscrito a la Marina de la República Social Italiana) que cometió numerosos crímenes contra los partisanos y que fue condenado a doce años por colaboracionismo, de los cuales nueve fueron condonados por presión de los servicios secretos de EE. UU., a quienes había entregado información: el resultado fue que se le excarceló poco después del juicio y se dedicó a la política como presidente honorario del MSI.
Por otra parte, debe tenerse presente que en los grupos partisanos no siempre estaba claro el límite entre la actividad armada de carácter político y la criminalidad común: las brigadas partisanas debieron recurrir, en ocasiones, al robo para financiarse o comprar armas; no siempre las personas que se unían a la Resistencia lo hacían por motivaciones políticas, sino de conveniencia individual (sobre todo desde fines de 1944). Algunas ejecuciones realizadas por partisanos se debieron a simples venganzas personales.

### Distintas tendencias ideológicas de la Resistencia
Ya en la fase final de la guerra se evidenciaron dentro de la Resistencia fisuras por la diferente concepción que cada corriente ideológica tenía sobre cómo debía configurarse política y económicamente el nuevo Estado italiano que surgiría tras la derrota nazi. Los acuerdos de la Conferencia de Yalta no satisficieron a la parte de la Resistencia formada por comunistas, que se inclinaban hacia el modelo soviético. En Grecia y en Italia se instauró un Estado democrático y liberal, de economía capitalista, mientras que en el antiguo Reino de Yugoslavia el mariscal Josip Broz Tito instauró un régimen de tipo comunista, pese a que parte del país fue asignado en Yalta al bloque occidental.
En la Resistencia italiana había, de forma más o menos explícita, dos corrientes de pensamiento: la que veía a la Resistencia como el brazo armado de un «nuevo Risorgimento», que devolviera a Italia el régimen parlamentario y liberal anterior al fascismo, y una segunda corriente filosoviética que deseaba para Italia un régimen de tipo socialista o comunista. Paradójicamente, estas aspiraciones no se correspondían con las de los dirigentes socialistas y comunistas: entre estos últimos, Palmiro Togliatti había impuesto (no sin oposición de las bases) una línea moderada en el Partido Comunista Italiano y declaró que, en aquellos tiempos de guerra contra el fascismo, era secundaria la cuestión sobre el futuro republicano o monárquico del país.
Pese a la claridad de Togliatti, entre muchos militantes comunistas se mantenía la idea de que la aceptación togliattiana de la democracia y el capitalismo era parte de una táctica para provocar, llegado el momento, una insurrección comunista. Esta parte revolucionaria de la Resistencia no aceptaba que su papel armado terminara con la victoria de abril: exigían que la guerra debía continuar, ahora como lucha revolucionaria contra todos los derechistas (ya sea ex fascistas o no). Estos grupos cometieron numerosos crímenes y se produjo una situación cercana a la guerra civil de baja intensidad que se mantuvo hasta las elecciones del 18 de abril de 1948, cuando el Partido Socialista Italiano (izquierda moderada) y la Democracia Cristiana (derechista) alcanzaron el poder y acordaron la alternancia en este. Muchos de estos guerrilleros comunistas se refugiaron entonces en países del bloque soviético, sobre todo en Checoslovaquia y Yugoslavia.

### Asesinatos y enfrentamientos internos de la Resistencia
Algunos de los episodios más sangrientos en el seno de la Resistencia son los siguientes:
- Matanza de la Misión Strassera (Portula, 26 de noviembre de 1944). Se acusó al 6º destacamento «Pisacane» (comandado por Francesco Moranino) de la Brigata Comunista Garibaldi-Biella de matar al agente del gobierno italiano Emanuele Strassera y a los partisanos que le acompañaban (y, posteriormente, a las mujeres de dos de ellos). Strassera estaba también al servicio del servicio secreto norteamericano OSS (Office of Strategic Services) y su misión era coordinar la lucha partisana en el Norte.
- Matanza de Porzûs (Porzûs, Udine, 7 de febrero de 1945). Catorce miembros de la Brigada Osoppo (formación de orientación católica y laico-socialista) fueron fusilados por partisanos comunistas de la Brigada Garibaldi.
- Asesinato de Mario Simonazzi, conocido como «Comandante Azor»,[6][7] católico militante en las SAP (Escuadras de Acción Patriótica), asesinado probablemente el primer día de la liberación el 25 de abril de 1945 (su cuerpo se encontró meses después). El periodista Giorgio Morelli acusó de su muerte a los comunistas locales pero Morelli fue asesinado poco después de lanzar esta acusación.
- Asesinato de Carlo Testa (Bomporto, Módena, 10 de mayo de 1945). Testa pertenecía a la Democracia Cristiana y era miembro del Comité de Liberación Nacional.
- Fusilamiento de Dante Castellucci «Facio» (Zeri, Massa-Carrara, 22 de julio de 1944). Socialista, se le ejecutó acusado de robo a un destacamento de la Resistencia pero, al parecer, su muerte se debió a una simple venganza política.

### Ejecuciones sumarias después del final de la guerra
- Matanza de Oderzo (entre el 30 de abril y el 16 de mayo de 1945). Ciento trece personas fueron ejecutadas por haber militado o simpatizado con la República Social Italiana o el Partido Nacional Fascista.
- Matanza de la Papelera Burgo en Mignagola (Carbonera, provincia de Treviso, abril y mayo de 1945). Se ejecutó a centenares de personas acusadas de ser criminales fascistas o simpatizantes del fascismo.
- Matanza de Codevigo (Codevigo y localidades próximas, provincia de Padua, entre el 30 de abril y el 15 de mayo de 1945). Se ejecutó sin juicio a un número indeterminado de víctimas (entre 96 y 365) por sus simpatías con la República Social Italiana. Fueron ejecutados por partisanos de grupo «Cremona», unidad del Corpo Italiano de Liberazione (CIL) que cooperaba con la VIII Armada Británica. Algunas fuentes sostienen que en la matanza participaron también partisanos locales y de la XVIII Brigada Garibaldi «Mario Gordini», dirigida por Arrigo Boldrini.[8] Estas tropas habían asumido el poder en la zona en nombre del Comité de Liberación Nacional a partir del 29 de abril de 1945.
- Matanza del Hospital Psiquiátrico de Vercelli (12 y 13 de mayo de 1945). Una brigada partisana garibaldina ejecutó entre 75 y 89 personas (el número varía según las fuentes) por haber apoyado o simpatizado con la República Social Italiana.
- Matanza de Argelato (provincia de Bolonia, 8-11 de mayo de 1945). Se mató a diecisiete personas afines o simpatizantes al fascismo, estrangulándolas con cable telefónico.
- Matanza de Schio (provincia de Vicenza, 6 y 7 de julio de 1945). Cincuenta y cuatro personas murieron ametralladas por ex partisanos de la División Ateo Garemi y por agentes de la policía auxiliar (instituida a finales de la guerra y compuesta por ex partisanos).

## Poblaciones, provincias e instituciones condecoradas con la medalla del mérito militar
Al final de la guerra, la República quiso premiar con la medalla del mérito militar no solo a los combatientes individuales que se hubieran distinguido por su heroísmo, sino también a instituciones territoriales, ciudades, municipios, regiones y universidades que se habían opuesto al fascismo o que habían sufrido especialmente sus consecuencias.

## Literatura sobre la Resistencia
Se han escrito muchos ensayos y novelas que tratan sobre este periodo de la historia de Italia. Algunos textos fundamentales son los siguientes:
- Elio Reno Culasso: Patria De Rebeldes - Guerrilleros Garibaldinos y Patria de Soñadores
- Giorgio Bassani: El jardín de los Finzi Contini
- Ubaldo Bertoli: La quarantasettesima
- Luisito Bianchi: La messa dell'uomo disarmato
- Giorgio Bocca: Una repubblica partigiana y Storia dell'Italia partigiana
- Mario Bonfantini: Un salto nel buio
- Italo Calvino: El sendero de los nidos de araña y Último viene el cuervo
- Carlo Cassola: La ragazza di Bube
- Pietro Chiodi: Banditi
- Leonida Costa: le 127 giornate di Riolo Terme
- Alberto Cotti: Il Partigiano D’Artagnan
- Beppe Fenoglio: Il partigiano Johnny, Una questione privata e I ventitré giorni della città di Alba
- Franco Fortini: Sere in Valdossola
- Mario Giovana: Storia di una formazione partigiana
- Natalia Ginzburg: Léxico familiar
- Vincenzo Gueglio y Enrico Rovegno: Tempo di esistere - storie di una resistenza, Gammarò Editori 2006, ISBN 88-95010-00-0
- Pietro Malvezzi y Giovanni Pirelli (editores): Lettere di condannati a morte della resistenza italiana 8 settembre 1943-25 aprile 1945
- Luigi Meneghello: I piccoli maestri
- Gianpaolo Pansa: Il sangue dei vinti y La grande bugia
- Cesare Pavese: La casa en la colina
- Giovanni Pesce: Senza tregua
- Nuto Revelli: La guerra dei poveri
- Nuto Revelli: Mai tardi
- Nuto Revelli: Le due guerre
- Daniela Anna Simonazzi: Azor. La Resistenza incompiuta di un comandante partigiano
- Mario Spinella: Memoria della Resistenza
- Mario Rigoni Stern: Il sergente nella neve
- Gino Vermicelli: Viva Babeuf! y Babeuf, Togliatti e gli altri
- Renata Viganò: L'Agnese va a morire
- Elio Vittorini: Uomini e no
- Dati sulla Resistenza in Ciociaria a cura di Gioacchino Giammaria Estratto dal n.8 dei quaderni della resistenza lazialeº